# Dongeradeel
Dongeradeel (vestfrisisk: Dongeradiel) er en kommune i provinsen Frisland i Nederlandene. Kommunens samlede areal udgør 266,94 km2 (hvoraf 99,67 km2 er vand) og indbyggertallet er på 25.085 indbyggere (2005). Hovedby er staden Dokkum.